# Josani (okręg Hunedoara)
Josani – wieś w Rumunii, w okręgu Hunedoara, w gminie Pestișu Mic. W 2011 roku liczyła 204 mieszkańców.